# Thorigné-d'Anjou
Thorigné-d'Anjou è un comune francese di 1 103 abitanti situato nel dipartimento del Maine e Loira nella regione dei Paesi della Loira.

## Società

### Evoluzione demografica
Abitanti censiti